# Wasserwerk Bürstadt

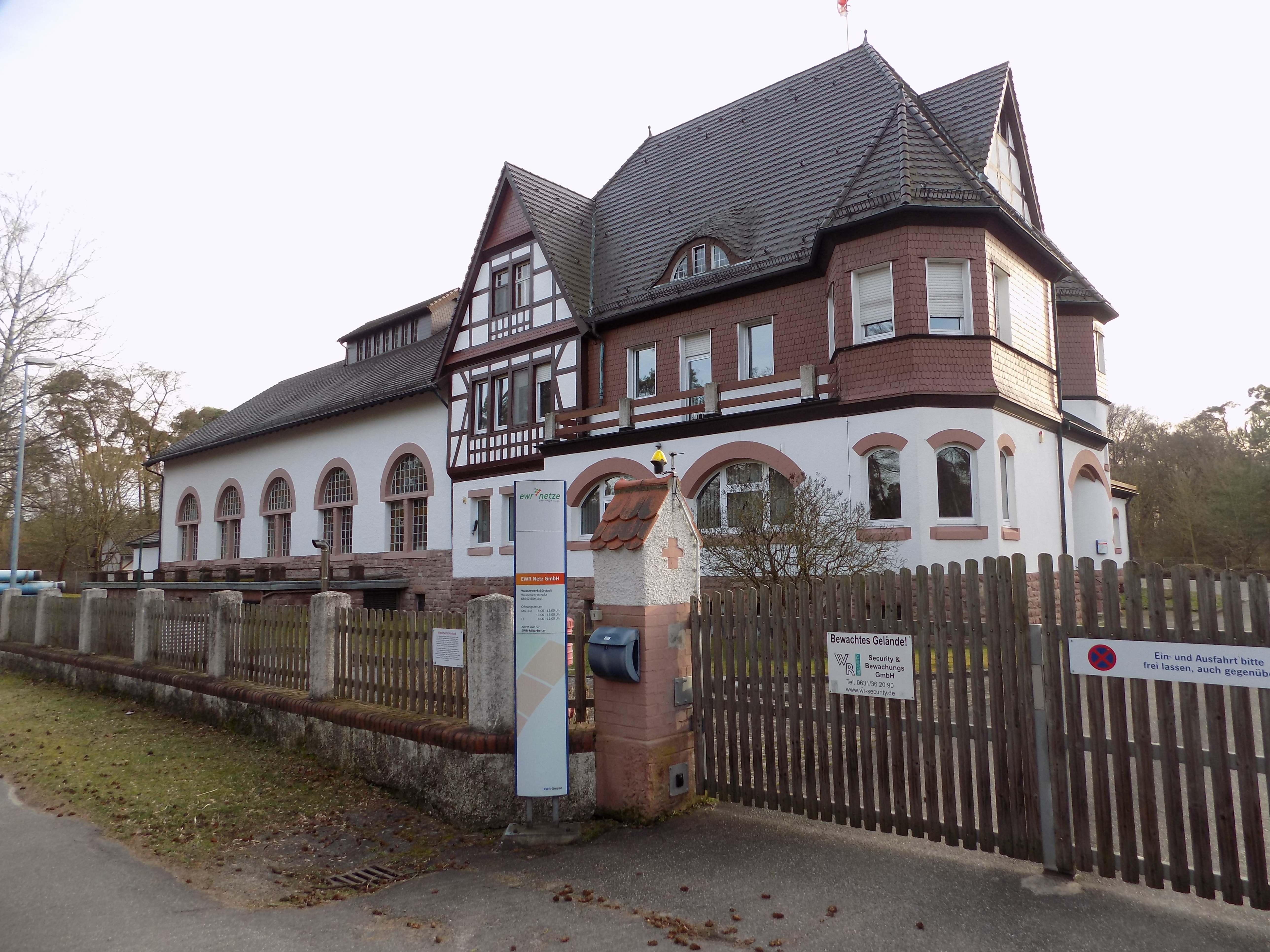
Wasserwerk Bürstadt – Ansicht von Norden

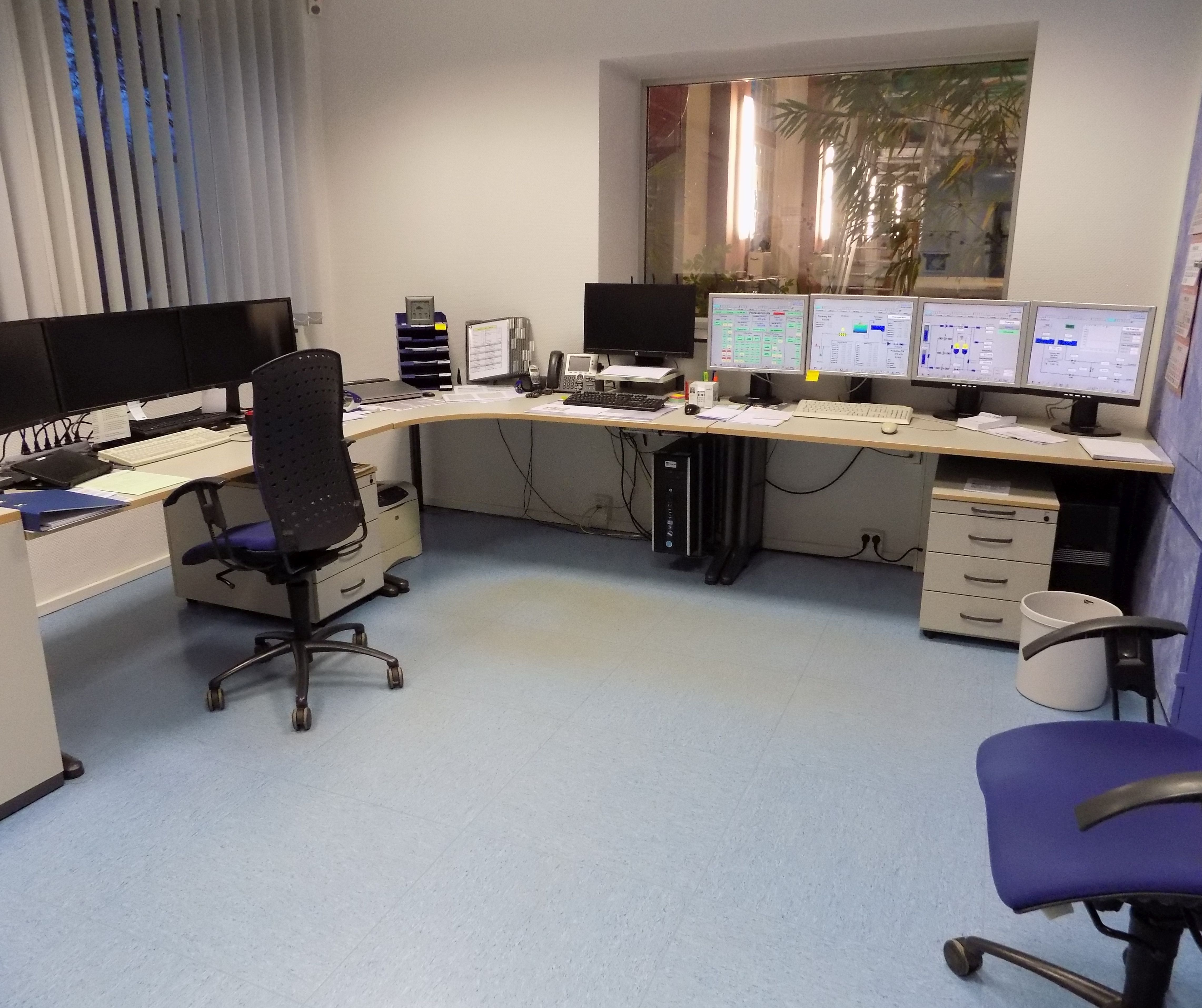
Steuerzentrale

Das Wasserwerk im Bürstädter Wald versorgt Teile der Stadt Worms sowie die Gemeinden Lampertheim und Bürstadt seit dem 18. Oktober 1905 mit Trinkwasser. Das unter Denkmalschutz stehende Ensemble feierte 2005 sein hundertjähriges Bestehen mit einem Tag der offenen Tür.
Anfangs mit 30 Flachbrunnen ausgestattet, besitzt es aktuell acht Tiefbrunnen. Der Betreiber ist der örtliche Energieversorger EWR.

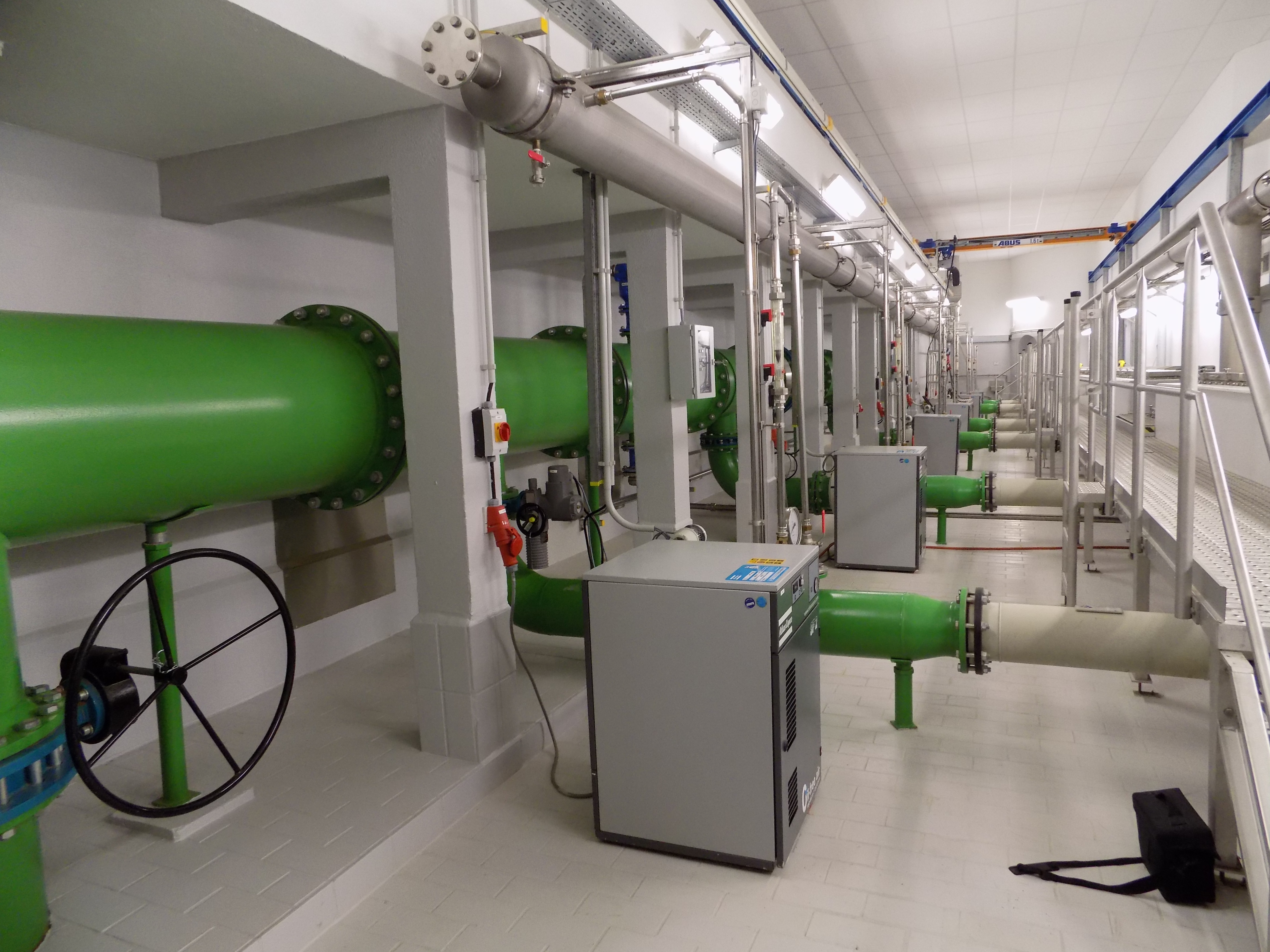
Belüftungsanlage

## Förderung
Das sogenannte Rohwasser, das aus einer Tiefe von bis zu 135 Metern gefördert wird, ist zunächst schwefel-, eisen-, und  manganhaltig. Durch eine Belüftungsanlage wird es mit Sauerstoff angereichert, wodurch enthaltene Eisen- und Mangananteile nach deren Oxidation ausgefiltert werden, bevor es in das Leitungsnetz eingespeist wird. Durch mehrere unterirdisch verlegte Rohrleitungen wird es unter anderem nach Worms in die auf dem hoch gelegenen Gelände hinter dem Wormser Klinikum befindlichen Rameyer Hochbehälter transportiert und Teilen der Wormser Haushalte und Industriebetriebe zur Verfügung gestellt. Die Behälter haben gemeinsam ein Fassungsvolumen von 16.000 m³.

## Geschichte
Bis zum Ende des 19. Jahrhunderts bezog die Stadt Worms ihr Trinkwasser aus dem Rhein. Als die Stadt Mannheim begann, ihre Abwässer ungeklärt in den Rhein zu leiten, entstand für Worms ein Versorgungsengpass. Im Bürstädter Wald entstand dann das Wasserwerk, dessen architektonische Gestalt vom Wormser Stadtbaumeister Georg Metzler im Landhausstil entworfen wurde. 1934 wurde auch Bürstadt an die Wasserversorgung des Werkes angeschlossen. Bis 1962 speiste das Wasserwerk den Wormser Wasserturm.

## Wasserqualität
Die Härte des geförderten Wassers entspricht mit 2,5 mmol / Liter Calciumcarbonat (17,6 °dH) dem Wasserhärtebereich „hart“.
Der Anteil natürlichen Urans beträgt unter 0,0001 mg / Liter.

## Qualitätssicherung
Die Wasserqualität und die Funktion der Filteranlagen wird ständig sensorisch überwacht; eventuelle Abweichungen von den Normwerten werden auf Überwachungsmonitoren angezeigt und zu Zeiten, in denen das Wasserwerk nicht personell besetzt ist, an die Leitstelle in Worms weitergeleitet. Jeder Brunnen ist mit Manipulationssensoren ausgestattet, sodass eine unbefugte Öffnung eines Brunnens die sofortige, vollständig automatisiert ablaufende Abschaltung des Wasserwerks zur Folge hätte. Die Wasserversorgung würde dann alleine von den Hochbehältern übernommen werden, die in einem solchen Fall als Trinkwasserresereve dienen.